# Utricularia kenneallyi
Utricularia kenneallyi är en tätörtsväxtart som beskrevs av Peter Geoffrey Taylor. Utricularia kenneallyi ingår i släktet bläddror, och familjen tätörtsväxter. Inga underarter finns listade i Catalogue of Life.